# Eupolybothrus caesar
Eupolybothrus caesar är en mångfotingart som först beskrevs av Karl Wilhelm Verhoeff 1899.  Eupolybothrus caesar ingår i släktet Eupolybothrus och familjen stenkrypare. Inga underarter finns listade i Catalogue of Life.